# موسكو تايمز
موسكو تايمز (بالإنجليزية: The Moscow Times) هي صحيفة روسية تصدر يوميا باللغة الإنجليزية، وتقع مقرها الرئيسي في العاصمة الروسية موسكو ، حين طبعت عام 2008م 35 ألف نسخة، وتوجد لديها الموقع الرسمي الخاص باللغة الإنجليزية .
أصدر المدعي العام الروسي في 10 يوليو 2024 قرارًا بتصنيف صحيفة موسكو تايمز «منظمة غير مرغوب فيها». ذكر بيان مكتب المدعي العام أن الصحيفة «تهدف إلى التشكيك في قرارات القيادة الروسية في كل من السياسة الداخلية والخارجية».

## التاريخ
- أسس صحيفة موسكو تايمز سنة 1992م .
- أنشئ الموقع الإلكتروني الخاص للصحيفة سنة 1997م .
- تم تحديث الموقع الإلكتروني الخاص لصحيفة موسكو تايمز عام 2009م.
- أول صحيفة ناطقة باللغة الأنجليزية في روسيا تتحدث عن أخبار المشاريع والأزياء سنة 2010م .